# S/mileage Best Album Kanzenban 1
Albums de S/mileage
Warugaki 1
(2010) 2 Smile Sensation
(2013)
Singles
1. Short Cut
Sortie : 9 février 2011
2. Koi ni Booing Boo!
Sortie : 27 avril 2011
3. Uchōten Love
Sortie : 6 juillet 2011
4. Tachia Girl
Sortie : 28 septembre 2011
5. Please Miniskirt Post Woman
Sortie : 28 décembre 2011
6. Chotto Matte Kudasai!
Sortie : 1er février 2012
7. Dot Bikini
Sortie : 2 mai 2012

 S/mileage Best Album Kanzenban 1  (スマイレージ ベストアルバム完全版①) est un album compilation des singles du groupe S/mileage.

## Présentation
L'album sort le 30 mai 2012 au Japon sur le label hachama, un an et demi après le premier album du groupe, Warugaki 1. Il est entièrement écrit, composé et produit par Tsunku. Il atteint la 13e place du classement des ventes de l'oricon, et reste classé pendant trois semaines. Il sort aussi dans une édition limitée avec une pochette différente et contenant un DVD en supplément.
L'album contient, dans l'ordre chronologique inversé, les quatorze chansons parues en "face A" des singles du groupe sortis précédemment (dont les quatre premiers singles sortis en "indépendant"), plus une nouvelle chanson en fin d'album. Les chansons des sept premiers singles étaient déjà parues sur le précédent album, Warugaki 1 ; les sept suivantes, jusqu'alors inédites en album, ne paraitront que sur cette compilation.
Seules les six membres du moment figurent sur la pochette du disque, quatre d'entre elles n'ayant participé qu'aux quatre derniers singles. les trois membres ayant déjà quitté le groupe ne sont pas mentionnées, bien que chantant sur certains titres (Yūka Maeda sur les douze premiers singles, Saki Ogawa sur les dix premiers, et Fuyuka Kosuga sur le onzième).

## Formation
Membres du groupe créditées sur l'album :
- Ayaka Wada (sur tous les titres)
- Kanon Fukuda (sur tous les titres)
- Kana Nakanishi (titres n°1 à 4, et 15)
- Akari Takeuchi (titres n°1 à 4, et 15)
- Rina Katsuta (titres n°1 à 4, et 15)
- Meimi Tamura (titres n°1 à 4, et 15)

Ex-membres présentes sur certains titres
- Yūka Maeda (titres n°3 à 14)
- Saki Ogawa (titres n°5 à 14)
- Fuyuka Kosuga (titre n°4)

## Titres
CD
1. Dot Bikini  (ドットビキニ?) (14e single)
2. Chotto Matte Kudasai!  (チョトマテクダサイ!?) (13e single)
3. Please Miniskirt Post Woman  (プリーズ ミニスカ ポストウーマン!?) (12e single)
4. Tachia Girl  (タチアガール?) (11e single)
5. Uchōten Love (有頂天LOVE?) (10e single)
6. Koi ni Booing Boo!  (恋にBooing ブー!?) (9e single)
7. Short Cut  (ショートカット?) (8e single)
8. Onaji Jikyū de Hataraku Tomodachi no Bijin Mama  (同じ時給で働く友達の美人ママ?) (7e single)
9. ○○ Gambara Nakute mo ee Nende!!  (○○ がんばらなくてもええねんで!!?) (6e single)
10. Yume Miru Fifteen  (夢見る 15歳?) (5e single)
11. Otona ni Narutte Muzukashii!!!  (オトナになるって難しい!!!?) (4e single)
12. Suki Chan  (スキちゃん?) (3e single)
13. Asu wa Date na no ni, Ima Sugu Koe ga Kikitai  (あすはデートなのに、今すぐ声が聞きたい?) (2e single)
14. Amanojaku  (ぁまのじゃく?) (1er single)
15. Kiiroi Jitensha to Sandwich  (黄色い自転車とサンドウィッチ?) (nouvelle chanson)

DVD de l'édition limitée
1. S/mileage History (スマイレージヒストリー?)